# アルシュ
アルシュ（英: ARCHE）は、札幌市中央区にある商業ビル。旧称は「エイト」。

## 沿革
「エイト」の名称は、当初は共同店舗ビル（寄合百貨店）として権利者が8人（「丸惣河関」「川中靴店」「カメラの川田」「山口洋装店」「池津洋服店」「〇京狸小路店」「日本楽器支店」「メガネの藤田」）いたことや、「栄都」「永都」といった発展的な意味合いも持たせたものとした。
- 1970年（昭和45年）：「エイト」（エイトデパート）として開業[2]、当初40店舗が入居[3]。
- 1988年（昭和63年）：札幌市が所有するエイトビル株の売却決定[4]。
- 1990年（平成02年）：「アルシュ」と改称。
- 2007年（平成19年）：ジャバが取得。
- 2018年（平成30年）：日本アセットマーケティングが取得[5][6]。
- 2019年（平成31年）：「MEGAドン・キホーテ札幌狸小路本店」オープン[1][7]。

## 現在の主なテナント
（2025年6月現在）
B2F～4F
- MEGAドン・キホーテ

B1F
- 酒屋bar HANASAKU

1F
- 吉野家
- ロッテリア
- MASHITTA
- 磯丸水産札幌狸小路店

4F
- ホビーベースイエローサブマリン
- スポーツカードショップミント
- バトロコ
- おたからや
- 黒猫メイド魔法カフェ

5F
- ガスト
- 牛角
- 布袋点心舖弁財天
- しゃぶ葉
- 風月
- 札幌牛亭
- エイト歯科

6F
- SF INTERNATIONAL

6F～7F
- ネットカフェDICE - 株式会社ディスクシティエンタテインメント

8F
- ホットヨガスタジオLAVA

### 過去の主なテナント
- 旭屋書店[8]
- コンタクトのアイシティ
- 洋服の青山
- 日本楽器（ヤマハ）
- カラオケの鉄人
- タイトー
- メロンブックス
- アニメイト
- 大中
- アインズ&トルペ[9][10]
- トレカコム
- メガガイア[11]
- アドアーズ
- マンガ・ネット館
- ローソン
- 株式会社 ぷらう
- 北海道ツーリストインフォメーションセンター

## アクセス
国道36号（札幌駅前通）・狸小路商店街交点に位置しており、「さっぽろ地下街」（ポールタウン）に直結している。
- 札幌市電「狸小路停留場」から徒歩約1分
- 札幌市営地下鉄南北線すすきの駅から徒歩約4分

## 参考資料
- 『さっぽろ文庫』 36 狸小路、札幌市。2017年9月19日閲覧。